# Cyrtopodion kiabii
Espèce
Cyrtopodion kiabii est une espèce de geckos de la famille des Gekkonidae.

## Répartition
Cette espèce est endémique de la province de Bouchehr en Iran. 

## Étymologie
Cette espèce est nommée en l'honneur de Bahram Hassanzadeh Kiabi. 

## Publication originale
- Ahmadzadeh, Flecks, Torki & Böhme, 2011 : A new species of angular-toed gecko, genus Cyrtopodion (Squamata: Gekkonidae), from southern Iran. Zootaxa, n. 2924, p. 22–32.